# Josef Chuchla
Josef Chuchla (* 27. Juni 1973 in Jablonec nad Nisou) ist ein früherer tschechischer Skeletonpilot.
Josef Chuchla startete in seiner aktiven Zeit für Tělovýchovná Jednota Vesko Nová Ves. Er bestritt 1995 in Altenberg sein erstes Rennen im Skeleton-Weltcup, bei dem er 29. wurde. Noch im selben Jahr nahm er in Lillehammer an den Skeleton-Weltmeisterschaften 1995 teil und erreichte den 30. Platz. Nachdem er stetig, aber ohne herausragende Ergebnisse 1996 im Weltcup antrat, hatte der Tscheche 1997 keine internationalen Einsätze, erst 1998 kam er wieder mehrfach zum Einsatz. Im Februar 1999 fuhr Chuchla auf der Kombinierten Kunsteisbahn am Königssee als 25. auf sein bestes Weltcup-Resultat. Wenig später belegte er bei der Skeleton-Weltmeisterschaft 1999 in Altenberg den 23. Platz. 2001 gewann er in Calgary ein Skeleton-Challenge-Cup-Rennen und platzierte sich in mehreren Rennen des neuen Skeleton-Europacups sehr gut. In der Gesamtwertung des Europacups in der Saison 2000/01 wurde Chuchla Vierter. Bei der Skeleton-Weltmeisterschaft 2001 in Calgary fuhr er auf Rang 21.
Seit 2001 wurden die Weltcup-Einsätze für Chuchla seltener, doch trat er weiterhin bei Großereignissen an. Karrierehöhepunkt wurde die Teilnahme an den Olympischen Winterspielen 2002 in Salt Lake City. Es war die erste Austragung der Sportart bei Olympischen Spielen seit 1948. Der Tscheche wurde 24. Bei der Skeleton-Europameisterschaft 2003 erreichte er Platz 20, 2004 wurde er Tschechischer Meister.